# Metalimnobia sparsisetosa
Metalimnobia sparsisetosa är en tvåvingeart som först beskrevs av Alexander 1972.  Metalimnobia sparsisetosa ingår i släktet Metalimnobia och familjen småharkrankar.
Artens utbredningsområde är Etiopien. Inga underarter finns listade i Catalogue of Life.